# Anophthalmaxius eccoptodactylus
Anophthalmaxius eccoptodactylus is een tienpotigensoort uit de familie van de Axiidae. De wetenschappelijke naam van de soort is voor het eerst geldig gepubliceerd in 1905 door de Man.